# 4839 Daisetsuzan
4839 Daisetsuzan је астероид главног астероидног појаса чија средња удаљеност од Сунца износи 2,434 астрономских јединица (АЈ).
Апсолутна магнитуда астероида је 13,2.